# Nederlands Letterenfonds

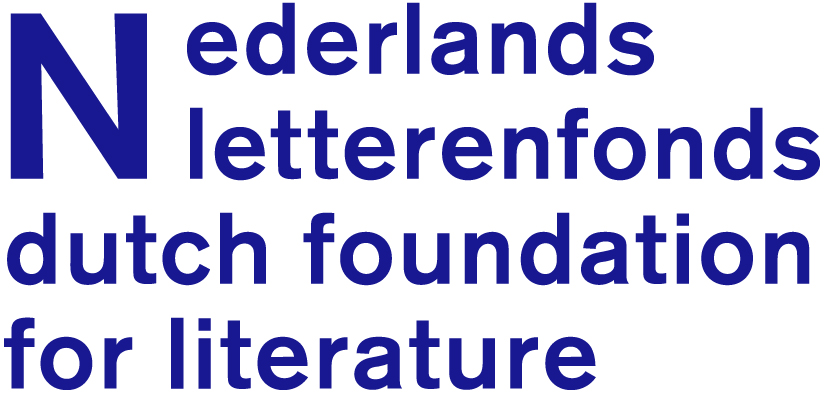
Logo-ul Nederlands Letterenfonds (Dutch Foundation for Literature)

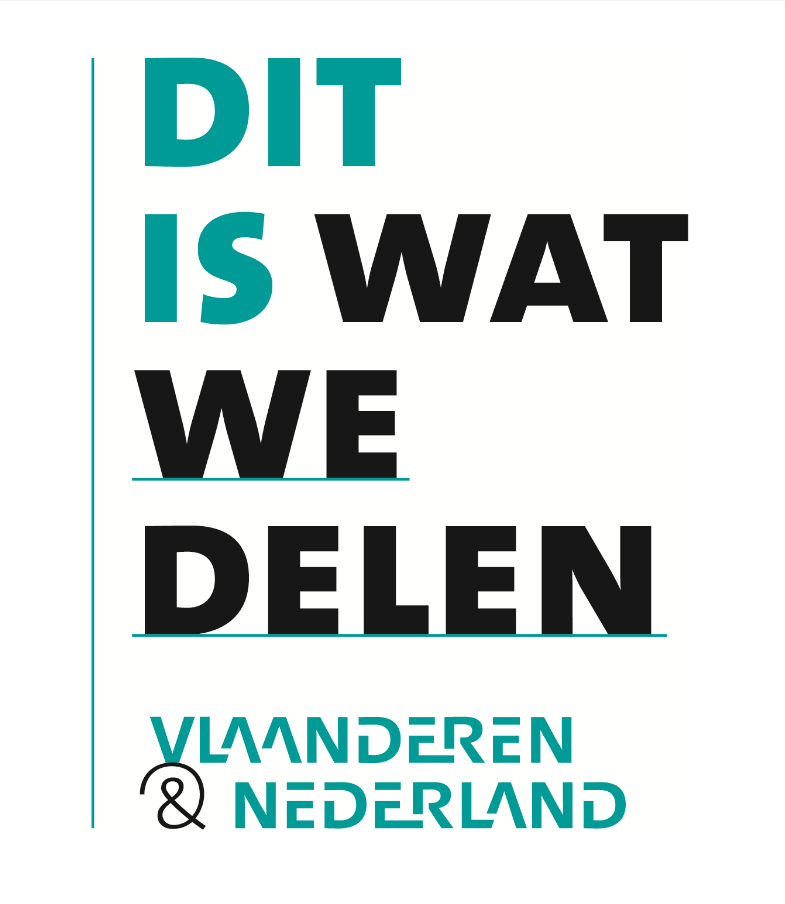
Motto-ul standului neerlandez-flamand la Târgul de Carte de la Frankfurt din 2016

Nederlands Letterenfonds (în traducere „Fundația Neerlandeză pentru Literatură”) este una dintre fundațiile culturale publice din Țările de Jos. Letterenfonds stimulează calitatea și diversitatea literaturii prin acordarea de burse și subvenții pentru scriitori, traducători, editori și organizatorii de festivaluri și contribuie la diseminarea și promovarea literaturii neerlandeze și frizone în Țările de Jos și în străinătate. În acest fel, fundația își propune să contribuie la realizarea unui mediu cultural divers și bogat în care să apară o literatură importantă și de calitate, care să poată fi distribuită apoi cu succes în străinătate.
Fundația a fost creată la 1 ianuarie 2010 prin fuziunea Stichting Fonds voor de Letteren („Fundația pentru Literatură”, SFL) și Nederlands Literair Productie- en Vertalingenfonds („Fundația pentru Producția și Traducerea Literaturii Neerlandeze”, NLPVF).
Directorul actual al Nederlands Letterenfonds este Tiziano Perez (din 1 aprilie 2014). Predecesorii săi sunt Henk Pröpper (2010-2011)  și Pieter Steinz⁠(d) (2012-2015).
Nederlands Letterenfonds organizează, de asemenea, evenimente ocazionale cu largă participare cu și despre scriitorii neerlandezi în străinătate. De exemplu, în 2015 la São Paulo și Rio de Janeiro (Brazilia) și în 2013 la Buenos Aires (Argentina) au avut loc prezentări publice organizate sub titlul Café Amsterdam. În colaborare cu Fundația Flamandă pentru Literatură, Fundația Neerlandeză pentru Literatură a organizat un program special neerlandez-flamand pentru invitați de onoare la Târgul de Carte de la Frankfurt în 2016.

## Premiul pentru traducere al Nederlands Letterenfonds
Letterenfonds Vertaalprijs este un premiu literar decernat anual începând din 2010 traducătorilor literari în limba neerlandeză care s-au distins prin calitatea înaltă a activității lor de traducere. În anii pari el este acordat și traducătorilor literari din limba neerlandeză. Acest premiu a fost creat în anul 2010 în urma fuzionării altor două premii: Premiul pentru traducere al Fonds voor de Letteren (Premiul pentru traducere al FvdL) și Premiul pentru traducere al Nederlands Literaire Productie- en Vertalingenfonds (Premiul pentru traducere al NLPVF). Premiul are o valoare de 15.000 de euro și este acordat în cadrul evenimentelor organizate cu ocazia Zilelor Traducerii Literare.
- 2010: Hans Driessen⁠(d) (din germană), Diego Puls (în spaniolă) și Mariolein Sabarte Belacortu⁠(d) (din spaniolă)[10]
- 2011: Vincent Hunink⁠(d) (din latină), Claudia Di Palermo (în italiană) și Bartho Kriek (din engleză)[11]
- 2012: Mark Leenhouts (din chineză), Mark Wildschut (din germană) și David Colmer⁠(d) (în engleză)[12]
- 2013: Martin de Haan⁠(d) (din franceză)[13]
- 2014: Paul Beers⁠(d) (din germană)[14] și Jelica Novaković-Lopušina (în sârbă)[15]
- 2015: Edgar de Bruin⁠(d) (din cehă)[16]
- 2016: Alicja Oczko (în poloneză),[17] Harm Damsma și Niek Miedema (din engleză)[18]
- 2017: Roel Schuyt (din limbi slave)[19]
- 2018: Janny Middelbeek-Oortgiesen (din suedeză)[20] și Goedele De Sterck (în spaniolă)[21]
- 2019: Pat Prince (din rusă)
- 2020: Ran HaCohen (în Ivrit)
- 2021: Josephine Rijnaarts (din germană)
- 2022: Veronika ter Harmsel (în cehă)

### Premiul pentru traducere al Fonds voor de Letteren
- 2005: Peter Verstegen⁠(d) (pentru marele său merit ca traducător de poezie), Richard van Leeuwen și Djûke Poppinga (ambii pentru activitatea lor de promovare a literaturii arabe)[22]
- 2006: Ike Cialona⁠(d) (din italiană) și Harrie Lemmens (din portugheză)[23]
- 2007: Hilde Pach⁠(d) (din ebraică) și Wilfred Oranje⁠(d) (din germană)[24]
- 2008: Margreet Dorleijn, Hanneke van der Heijden (ambele din turcă) și Rien Verhoef (din engleză)[25]
- 2009: Nelleke van Maaren (din engleză, germană și franceză) și Karol Lesman (din poloneză)[26]

### Premiul pentru traducere al Nederlands Literaire Productie- en Vertalingenfonds
Acest premiu a fost acordat traducătorilor străini care, pe lângă traducerea lor, au contribuit și în alte moduri la promovarea literaturii neerlandeze.
- 2004: Franco Paris[27]
- 2005: Irina Michajlova⁠(d)[28]
- 2006: Adam Bžoch⁠(d)[29]
- 2007: Olga Krijtová⁠(d)[30]
- 2008: Gheorghe Nicolaescu[31]
- 2009: Ingrid Wikén Bonde[32]

## Premiul pentru literatură europeană
Începând din 2011 fundația acordă Premiul pentru literatură europeană pentru cel mai bun roman tradus dintr-o limbă europeană în neerlandeză.